# دوريس مايلز ديزني
دوريس مايلز ديزني (بالإنجليزية: Doris Miles Disney)‏ (22 ديسمبر 1907 في المملكة المتحدة - 9 مارس 1976، فريدريكسبيورغ في الولايات المتحدة)؛ كاتِبة وروائية أمريكية.

## روابط خارجية
- دوريس مايلز ديزني على موقع IMDb (الإنجليزية)
- دوريس مايلز ديزني على موقع أول موفي (الإنجليزية)
- دوريس مايلز ديزني على موقع قاعدة بيانات الفيلم (الإنجليزية)
- دوريس مايلز ديزني على موقع كينوبويسك (الروسية)